# Strażnica WOP Zawidów
Strażnica w Zawidowie:
1. podstawowy pododdział graniczny Wojsk Ochrony Pogranicza.
2. graniczna jednostka organizacyjna polskiej straży granicznej realizująca zadania bezpośrednio w ochronie granicy państwowej.

## Formowanie i zmiany organizacyjne
Strażnica została sformowana w 1945 w strukturze 2 komendy odcinka Leśna jako 10 strażnica WOP (Scheiba) o stanie 56 żołnierzy. Kierownictwo strażnicy stanowili: komendant strażnicy, zastępca komendanta do spraw polityczno-wychowawczych i zastępca do spraw zwiadu. Strażnica składała się z dwóch drużyn strzeleckich, drużyny fizylierów, drużyny łączności i gospodarczej. Etat przewidywał także instruktora do tresury psów służbowych oraz instruktora sanitarnego. W 1947 została przeformowana na strażnicę II kategorii – 43 wojskowych.
Od 15 marca 1954 wprowadzono nową numerację strażnic, a strażnica WOP Zawidów II kategorii otrzymała nr 13. 
W 1956 rozpoczęto numerowanie strażnic na poziomie brygady. Strażnica II kategorii Zawidów była 13. w 8 Brygadzie Wojsk Ochrony Pogranicza. W 1960, po kolejnej zmianie numeracji, strażnica posiadała numer 17 i zakwalifikowana była do kategorii III w 8 Łużyckiej Brygadzie WOP . W 1964 strażnica WOP nr 16 Zawidów uzyskała status strażnicy lądowej, podległa bezpośrednio dowództwu brygady i zaliczona została do III kategorii.
Po rozwiązaniu w 1991 Wojsk Ochrony Pogranicza, strażnica w Zawidowie weszła w podporządkowanie Łużyckiego Oddziału Straży Granicznej.

## Ochrona granicy
Strażnice sąsiednie:
9 strażnica WOP Kupper; 11 strażnica WOP Maxdorf

## Dowódcy strażnicy
- por. Eugeniusz (Kazimierz) Nadolski (?-1947) (był 10.1946)[b].
- por. Tadeusz Michalewski(?-1952)
- chor. Władysław Gołas (1952-?)
- kpt. Janusz Grodowski (1981-1982)
- mjr Zygmunt Rok (?-do 1990)